# Sztohovec
A Sztohovec (ukránul: Стоговець [Sztohovec]) patak Kárpátalján, a Fehér-Tisza bal oldali forrásága. Hossza 15 km, vízgyűjtő területe 99,3 km². Esése 57 ‰ (ezt a Kataloh ricsok Ukrajini a Hoverlával való összefolyásig számítja, míg más források már a Velikij-Balcatullal való összefolyástól Fehér-Tiszának nevezik).
Forrását, melyet egyben a Fehér-Tisza forrásának tekintenek, a szegedi székhelyű Geo-Environ Környezetvédő Egyesület tagjai több évig kutatták, s 2000-ben felfedezték pontos helyét. Táblával látták el, és megtisztították a környékét.